# إيميلي ديكنسون

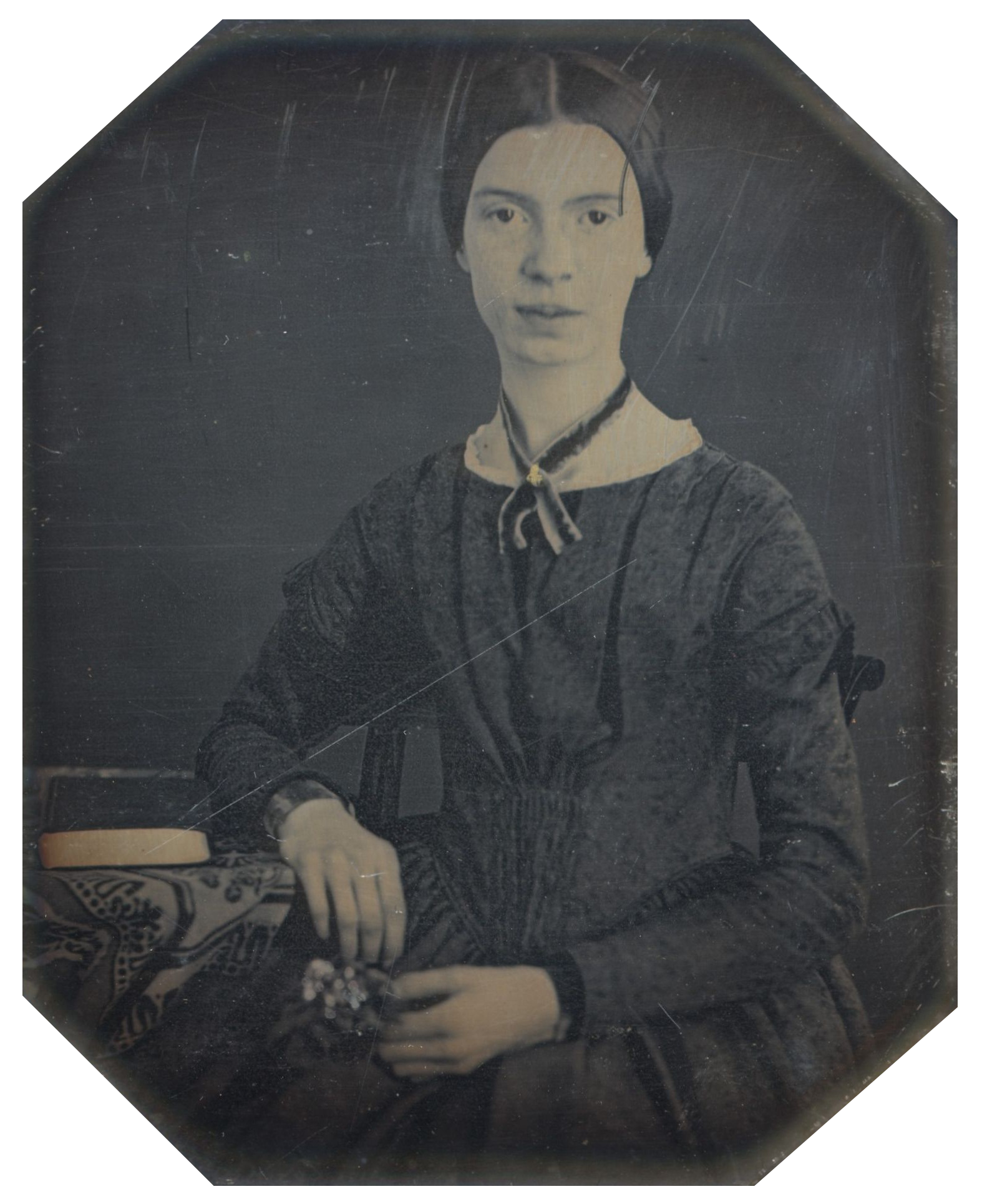
صورة داجيرية لإيميلي ديكنسون

إيميلي ديكنسون (بالإنجليزية: Emily Dickinson) شاعرة أمريكية يُفترض أنها لم تلق التقدير الأدبي في حياتها، لكن اعتبارها أُعيد فيما بعد. تُعد مع والت وايتمان أهم الشعراء الأمريكيين في القرن التاسع عشر. كتبت ما يزيد عن 1700 قصيدة لم ينشر منها خلال فترة حياتها إلا 11 قصيدة في بعض الصحف المحلية بأسماء مستعارة. صنفها الناقد الأدبي وأستاذ علم الإنسانيات بجامعة يال هارولد بلووم ضمن أهم 26 كاتباً وكاتبةً غربيين عبر التاريخ.

## حياتها
وُلدت في ولاية ماساشوسيتس في الولايات المتحدة 10 ديسمبر 1830 وتُوفيت فيها 15 مايو 1886 متأثرة بمرض في الكلى.
ولدت إيميلي ديكنسون في أمهرست (ماساشوستس) العام 1830، وهي الابنة الوسطى لثلاثة أبناء من إحدى العائلات المحافظة والعريقة في نيوإنغلند، كان لجدها دور في تأسيس جامعه إميرهست. والدها إدوارد ديكينسون رجل الدولة والسياسي ذو النزعة الوطنية، أخوها أوستن تعلم في مدرسة القانون وعمل كمحام، تزوج سوزان جيلبرت التي كانت مقربة بشكل خاص من إميلي، أما أختها الشقيقة لافينيا فلقد عاشت في عزلة مماثلة لعزلة إميلي. هكذا كانت حلقة العائلة، المكونة من الأخت والأخ وزوجته، الحلقة الأكثر إلهاما لملكات إيميلي الشعرية ــ بحسب رأي النقاد.
«صوفية نيوإنغلند» ــ كما أطلق عليها لاحقا ــ ظلت في بلدتها منذ نشأت حتى وفاتها، ولازمت منزلها الذي لا يزال قائما حتى الآن كمتحف خاص بها، وكانت لا تفارقه إلا في الضرورة القصوى. على امتداد حياتها القصيرة نشرت إيميلي عشر قصائد، وخبأت لنا في خزانتها ما يناهز الألفي قصيدة جمعتها على طريقتها في مجلدات كثيرة، نشر أول تلك المجلدات بعد رحيلها بأربعة أعوام، ونشر آخرها العام 1955. تركت ديكنسون وراءها إرثا غزيرا والكثير من الألغاز والحكايات حول حياة سرية مفرطة في العزلة في زمن العالم الجديد. فبحلول العام 1860 عاشت ديكينسون في عزلة شبه تامة عن العالم الخارجي، لكنها داومت بانتظام على المراسلة (تجاوز عدد رسائلها الألف رسالة)، أما بالنسبة إلى قراءتها الشعر، فالأرجح أنها إن كانت قرأت بعض قصائدها فذلك لم يتجاوز نطاق العائلة والمقربين فقط.

### سنوات المراهقة
أمضت ديكنسون سبع سنوات في الأكاديمية، حيث درست الأدب الإنكليزي والكلاسيكي، واللاتيني، وعلم النبات، والجيولوجيا، والتاريخ، و«الفلسفة العقلية»، والحساب. يتذكر دانييل تاغارت فيسكي، مدير المدرسة في ذلك الوقت، في ما بعد أن ديكنسون كانت «باحثةً ممتازةً ومتألقةً جدًا، ومثالًا يُحتذى به في السلوك، ووفية في جميع الواجبات المدرسية». على الرغم من أن لديها فترات غياب قليلة بسبب المرض -كان أطولها في 1845-1846، عندما كانت مسجّلة لمدة أحد عشر أسبوعًا فقط- فقد استمتعت بدراستها الشاقة، وكتبت إلى صديق ما مفاده أن الأكاديمية «كانت على ما يرام إلى حد كبير».
كانت ديكنسون مضطربةً منذ صغرها بسبب «الخطر المتصاعد» للموت، لا سيما موت المقربين منها. عندما أُصيبت صوفيا هولاند، قريبتها وصديقتها المقربة، بمرض الحمى النمشية وتوفيت في أبريل 1844، أُصيبت إيميلي بالصدمة. كتبت إيميلي بعد ذلك بعامين وهي تتذكر الحادثة التي وقعت، «يبدو لي أنني يجب أن أموت أيضًا إذ لم يُسمح لي بمراقبتها أو حتى النظر إلى وجهها». أصبحت كئيبة إلى درجة أن والديها أرسلاها للبقاء مع العائلة في بوسطن للتعافي. بعد استعادة صحتها وروحها، عادت بعد فترة وجيزة إلى أكاديمية أمهرست لمواصلة دراساتها. خلال هذه الفترة، التقت بأشخاص أصبحوا مراسلين وأصدقاء لها مدى الحياة، مثل أبييا رووت، وآبي وود، وجين همفري، وسوزان هانتينغتون غيلبرت (التي تزوجت لاحقًا أوستن شقيق إميلي).
في عام 1845، حدث إحياءٌ ديني في أمهرست، ما أدى إلى 46 اعترافٍ بالإيمان بين أقران ديكنسون. كتبت ديكنسون إلى صديق في العام التالي: «لم أستمتع مطلقًا بالهدوء والسعادة التامة مثل الوقت القصير الذي شعرت فيه أنني وجدت مُخَلِّصي». ومضت قائلة إنه كان «من دواعي سروري أن أتواصل بمفردي مع الله العظيم وأشعر أنه سوف يستمع إلى صلواتي». لم تدُم التجربة: لم يصدر عن ديكنسون قط إعلان رسمي بالإيمان، وخدمت بانتظام لبضع سنوات فقط. بعد انتهاء فترة ترددها إلى الكنيسة، في عام 1852 تقريبًا، كتبت قصيدة افتتاحية: «البعض يقضي يوم السبت متجهًا إلى الكنيسة – / وأنا أمضيه، باقيةً في المنزل».

## شعرها
شعر ديكينسون يعكس الوحدة، والمتحدث في قصائدها يعيش حالة من العوز، لكن لا تكاد تفارقه لحظات حميمية ملهمة تنبعث منها الحياة وتلوح فيها السعادة. تأثرت الشاعرة بالشعر الميتافيزيقي في القرنين السابع عشر والثامن عشر، بالإضافة إلى تأثرها بالضرورة بالبيئة المسيحية المحافظة لنيو إنغلاند في تلك المرحلة. أحبت شعر روبرت وإليزابيث باريتي برونينغ وجون كيتز، ولم تهتم كثيرا بالشعراء الذين عاصروا تلك الفترة أمثال ويتمان، رغم أنها وويتمان اعتبرا بعد ذلك الصوتين المؤسسين للحركة الشعرية الحديثة في أمريكا على امتداد قرنين من الزمن.
لم تنل ديكنسون التقدير اللائق خلال حياتها رغم غزارة إنتاجها، ومردّ ذلك طبيعة كتابتها الاعتزالية. بعد وفاتها في مسقط رأسها إميرهست العام 1886، اكتشفت عائلتها حوالي 1800 قصيدة، أو ما يمكن تسميته «ملزمات»، تم ترتيبها بشكل دقيق بحيث تكونت الملزمة الواحدة من خمس أو ست أوراق قرطاسية تم تخييطها وطوي ما يعتقد أنه نسخة نهائية من القصائد، وقد اتبعت ديكنسون نمطا معينا في كتابة اليد وتنسيقا مختلفا من ملزمة إلى أخرى كأن تكتب الكلمات بشكل عمودي أو أفقي؛ ما جعل الترتيب النهائي لمجموعاتها يتأخر حتى العام 1981 عندما اعتمد رالف فرانكلين تقنيات متقدمة للكشف باستخدام الأدلة الفيزيائية في المخطوط الأصلي ومقارنة النصوص وطريقة الكتابة، وباتت طبعة «مخطوط أعمال إيميلي ديكنسون» (بلكناب برس، 1981)، الطبعة التي هي الأقرب إلى الترتيب الصحيح.

## روابط خارجية
- إيميلي ديكنسون على موقع الموسوعة البريطانية (الإنجليزية)
- إيميلي ديكنسون على موقع ميوزك برينز (الإنجليزية)
- إيميلي ديكنسون على موقع قاعدة بيانات برودواي على الإنترنت (الإنجليزية)
- إيميلي ديكنسون على موقع قاعدة بيانات برودواي على الإنترنت (الإنجليزية)
- إيميلي ديكنسون على موقع إن إن دي بي (الإنجليزية)